# چیتر (ترانه)
«چیتر» (به انگلیسی: Cheater) ترانه‌ای از هنرمند اهل ایالات متحده آمریکا مایکل جکسون است. این ترانه در بد (۱۹۸۷) قرار داشت، اما به دلایل نامعلومی از فهرست قطعه‌های آلبوم حذف شد. ترانه در ۱۶ نوامبر ۲۰۰۴ برای آلبوم مجموعه نهایی منتشر شد.